# هانس هينريتش
هانس هينريتش (بالألمانية: Hans Heinrich)‏ هو مونتير وكاتب سيناريو ومخرج ألماني، ولد في 2 نوفمبر 1911 في برلين في ألمانيا، وتوفي بنفس المكان في 5 نوفمبر 2003.

## وصلات خارجية
- هانس هينريتش على موقع IMDb (الإنجليزية)
- هانس هينريتش على موقع أول موفي (الإنجليزية)
- هانس هينريتش على موقع قاعدة بيانات الأفلام السويدية (السويدية)
- هانس هينريتش على موقع قاعدة بيانات الفيلم (الإنجليزية)
- هانس هينريتش على موقع كينوبويسك (الروسية)